# 栋村 (上维埃纳省)
栋村（法語：Domps）是法国新阿基坦大区上维埃纳省的一个市镇，属于利摩日区。

## 地理
栋村（45°39'37"N, 1°42'30"E）面积13.54 平方千米，位于法国新阿基坦大区上维埃纳省，该省份为法国中西部省份，北起顺时针与安德尔省、克勒兹省、科雷兹省、多爾多涅省、夏朗德省和维埃纳省接壤。
与栋村接壤的市镇（或旧市镇、城区）包括：尚伯雷、埃穆捷、圣安娜-圣普列斯特、圣吉勒莱福雷、叙萨克。

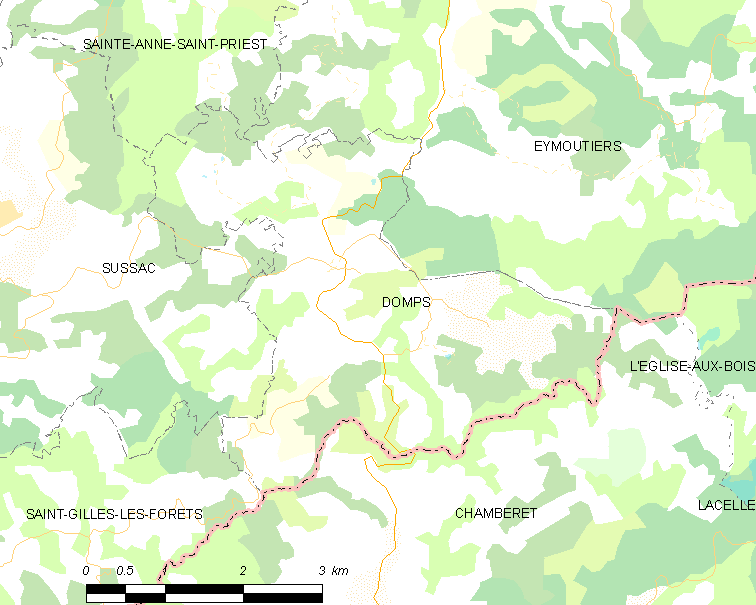
的OSM定位图

栋村的时区为UTC+01:00、UTC+02:00（夏令时）。

## 行政
栋村的邮政编码为87120，INSEE市镇编码为87058。

## 政治
栋村所属的省级选区为埃穆捷县。

## 人口

1962-2008年间人口变化图示

栋村于2022年1月1日时的人口数量为99人。